# HUGO-Gen-Nomenklatur-Komitee
Das HUGO-Gen-Nomenklatur-Komitee (englisch HUGO Gene Nomenclature Committee, HGNC) ist ein Gremium der Human Genome Organisation (HUGO) mit Sitz am European Bioinformatics Institute (EBI), das Standards für die Nomenklatur von Genen festlegt. Das HGNC genehmigt basierend auf der Befragung von Experten einen eindeutigen und bedeutsamen Namen für jedes bekannte menschliche Gen. Zusätzlich zu dem normalerweise zwischen einem und zehn Wörtern langen Namen ordnet das HGNC jedem Gen auch ein Symbol zu, das aus einer kurzen Gruppe von Charakteren besteht. Wie auch ein SI-Symbol ist dieses Gen-Symbol zum einen eine Abkürzung, aber auch ein zweiter eindeutiger Name, welcher auch anstelle des vollen Namens allein genannt werden kann. Hierbei sind die Schriftzeichen nicht notwendigerweise gleich den Initialen des vollen Namens, orientieren sich in der Regel aber daran.

## Zielsetzung
Volle Namen für Gene und vor allem deren Abkürzungen oder Symbole sind oft nicht spezifisch für ein einzelnes Gen. Ein Beispiel dafür ist „CAP“, womit mindestens 6 verschiedene der mittlerweile durch das HGNC folgendermaßen bezeichneten Gene gemeint sein können: BRD4, HACD1, LNPEP, SERPINB6, SORBS1 und CAP1. Die Symbole der HGNC sind im Gegensatz dazu spezifisch einem einzelnen Gen zugeordnet. Somit entstehen teilweise weniger bezugsfähige Abkürzungen; die Kommunikation wird jedoch verbessert.

## Richtlinien
Das HGNC publizierte seine aktuellsten Richtlinien zur Nomenklatur von menschlichen Genen 2020. Diese können wie folgt zusammengefasst werden:
1. Symbole müssen eindeutig sein
2. Symbole dürfen nur Lateinische Buchstaben und Arabische Ziffern enthalten
3. Symbole dürfen keine Interpunktion und keine „G“s für „Gen“ enthalten.
4. Symbole enthalten keine Referenz darüber, in welcher Spezies sie vorkommen, also kein "H" oder "h" für "human

Das HGNC hielt außerdem fest, dass die Gen-Nomenklatur sich mit der neuen Technologie fortentwickeln soll, anstatt restriktiv zu sein, was bei den historischen und Einzelgen-Nomenklatursystemen schon vorkam. Das Komitee hat auch Leitfäden zu bestimmten Locus-Typen wie endogenen retroviralen Loci, strukturellen Varianten und nicht-kodierenden RNAs herausgegeben.

## Prozess der Namensgebung
Bei der Festlegung neuer Gen-Nomenklatur führt das HGNC E-Mail-Korrespondenz mit Autoren, die auf dem Gebiet des fraglichen Gens publiziert hatten. Es trifft auch Absprachen mit den Komitees zur Nomenklatur von Maus- und Rattengenen, mit anderen Datenbank-Kuratoren und Experten für spezifische Genfamilien oder -sätzen.

## Revisionen
Der Prozess einer Änderung eines Gen-Namens ist ähnlich zur ursprünglichen Namensgebung, wobei die Änderung eines Namens nach der bereits erfolgten Einigung auf einen bestimmten Namen zu Verwirrung führen kann. Dieses Betätigungsfeld des HGNC ist daher umstritten. Das HGNC zielt jedoch darauf ab, Namen nur zu ändern, wenn auch hierfür die meisten Forscher auf dem entsprechenden Gebiet zustimmen.